# Grande carestia irlandese
(The Pogues, Thousands are Sailing)
La Grande carestia irlandese (in irlandese: An Gorta Mór; inglese: The Great Famine oppure The Great Hunger) è la definizione data a una carestia che colpì l'isola d'Irlanda tra il 1845 e il 1849, causando la morte di circa un milione di persone e l'emigrazione all'estero di un ulteriore milione.
Le cause scatenanti la carestia furono molteplici, in parte la politica economica britannica, le condizioni dell'agricoltura irlandese, il brusco incremento demografico avvenuto nei decenni precedenti la carestia, ma soprattutto la sfortunata apparizione di una malattia delle patate causata da un oomicete, la peronospora della patata e del pomodoro, che raggiunse il paese nell'autunno del 1845 distruggendo un terzo circa del raccolto della stagione e l'intero raccolto del 1846.
Una recrudescenza dell'infezione distrusse in seguito gran parte del raccolto del 1848. Il ripetersi di raccolti scarsi o addirittura nulli fece sì che la carestia durasse più a lungo e con maggiore intensità delle precedenti. Il paese non era infatti nuovo a raccolti danneggiati da infestanti o da avverse condizioni climatiche; non vi erano però precedenti di simile portata.

## Le premesse

### Quadro storico: l'Irlanda prima del 1800
La parziale riconquista Tudor dell'Irlanda risale al periodo precedente il 1603. Da allora vi fu un susseguirsi di tentativi di imporre leggi britanniche, la lingua inglese e religione protestante alla popolazione cattolica locale.
Durante il periodo di Oliver Cromwell furono inviati in Irlanda, nelle province di Munster e Ulster e nelle contee di Laois e Offaly, coloni di religione protestante provenienti dalla Scozia e dall'Inghilterra. A fronte di successive rivolte contro questa nuova classe dominante furono inasprite le leggi penali e il governo britannico procedette a una serie di espropri di terreni che furono assegnati a una minoranza protestante di coloni, spesso assenti dal paese perché coinvolti nella vita politica britannica. L'Act of Union del 1800 sancì la definitiva unione fra il Regno di Gran Bretagna e il Regno d'Irlanda e costituì il Regno Unito di Gran Bretagna e Irlanda.

### L'economia irlandese fra il XVIII e il XIX secolo
La Rivoluzione industriale, iniziata in Inghilterra alla fine del XVIII secolo, nonostante la vicinanza dei due paesi, non aveva coinvolto l'Irlanda con l'eccezione dell'area nord-occidentale, dove venne industrializzata la produzione del lino. L'economia del resto del paese rimaneva legata alla produzione agricola, quasi interamente destinata all'esportazione. Grandi quantità di carne suina, burro, carne salata e formaggi transitavano dal porto di Cork destinati alla Gran Bretagna.
Intorno al 1740, a fronte del costo molto competitivo della carne salata proveniente dall'area del Mar Baltico e dagli Stati Uniti, i proprietari terrieri decisero rapidamente di dedicarsi alla produzione di cereali dei quali vi era una forte domanda in Gran Bretagna. Le esportazioni aumentarono, sorsero mulini e il commercio ne trasse dei benefici che non toccarono però le fasce più povere della popolazione; queste ne furono danneggiate a causa dell'aumento del prezzo dei prodotti alimentari. Inoltre l'aumento delle esportazioni spinse a dedicare sempre maggiori terreni alla coltivazione di prodotti esportabili e a ridurre quelli destinati alla produzione per autoconsumo.

### L'agricoltura irlandese
Nel periodo precedente la grande carestia sul territorio irlandese non vi era omogeneità né in termini di coltura dominante né in termini di produttività agricola. Di fatto esistevano cinque regioni agricole, anche se i confini fra di esse non erano sempre netti.
L'area del lino. Nel XVIII e XIX secolo l'Irlanda divenne uno dei maggiori produttori mondiali di lino. L'area di coltivazione e della successiva tessitura del lino era limitata alle contee dell'Ulster, dove in breve tempo e in seguito al consistente aumento delle esportazioni la densità della popolazione agricola raggiunse valori fra i più elevati in Europa (nella contea di Armagh nel 1845 era pari a 190 ab./km²). L'economia dell'area era quindi dedicata all'esportazione del lino, mentre gli alimenti (patate e avena) venivano acquistati nelle province del Leinster e del Connacht.
L'area dei cereali. Nelle aree orientali del Leinster l'agricoltura era finalizzata alla vendita dei prodotti e non all'autoconsumo. La coltivazione principale era il grano che veniva esportato o venduto a Dublino, città in continua crescita. Ai lavoratori delle fattorie veniva assegnato un piccolo appezzamento di terreno nel quale potevano coltivare patate o cereali per il proprio consumo.
L'area dell'allevamento. Nell'area meridionale del paese, la zona intorno a Cork, l'attività agricola prevalente era l'allevamento di bovini finalizzato alla produzione di burro. I proprietari terrieri possedevano centinaia di capi che venivano affittati a contadini, ai quali venivano assegnati il diritto di tenere i vitelli, un alloggio e un piccolo appezzamento di terreno nel quale coltivare il necessario per la sopravvivenza. Il grosso dei terreni era utilizzato per ricavare foraggio. A fronte dell'incremento demografico molti contadini subaffittarono i loro terreni e la dimensione media delle fattorie diminuì progressivamente.
Le zone centrali. Anche nelle zone centrali del paese era praticato l'allevamento di bovini e in misura minore degli ovini; il bestiame era poi venduto in parte in Irlanda e in parte esportato in Gran Bretagna e negli Stati Uniti. A causa delle ampie superfici di pascolo e dei pochi terreni coltivabili in quest'area del paese non vi fu particolare crescita di popolazione.
L'area occidentale. Tra il 1700 e il periodo della carestia in Irlanda vi fu un notevole incremento demografico che spinse parte della popolazione a trasferirsi a occidente alla ricerca di nuove aree coltivabili sulla costa atlantica. Migliaia di contadini si insediarono nelle contee occidentali, dove costituirono gruppi di fattorie con piccoli appezzamenti di terreno e si dedicarono a una mera agricoltura di sussistenza, consistente nella coltivazione di avena e patate e nell'allevamento di pochi capi di bestiame destinati all'autoconsumo.
L'aumento della popolazione e la scarsità di terreno valido per la coltivazione portò alla scoperta e all'utilizzo di soluzioni quali la fertilizzazione del terreno con le alghe sospinte dal mare sulle spiagge. La tecnica tradizionale colturale detta lazy bed che consisteva nel creare dei filari nei quali la patata era posta in cima a una zolla e ricoperta poi con un'altra zolla venne progressivamente abbandonata con l'avvento della meccanizzazione agricola che spianava i terreni. In breve nella parte occidentale del paese aumentò la densità delle fattorie di piccole dimensioni la cui sopravvivenza era legata alla coltivazione della patata. Fu in quest'area che l'effetto della carestia fu più devastante.

### La politica economica
Intorno al 1830 l'Inghilterra decise di affrontare il problema della povertà in Irlanda. Nel 1833 venne costituita una commissione (Whately Commission of Inquiry into Irish Poverty) presieduta dall'arcivescovo di Dublino Richard Whately con lo scopo di trovare delle soluzioni per la dilagante povertà nel paese. Le conclusioni, presentate nel 1836, e le proposte della commissione implicavano dei forti investimenti infrastrutturali per la costruzione di strade e di alloggi, per l'istruzione della popolazione agricola e per l'incentivazione di attività economiche fondate sulle risorse locali quali la pesca e le miniere.
Il governo britannico non tenne conto delle proposte della commissione e incaricò George Nicholls, uno dei membri della commissione che si occupava delle leggi sulla povertà (English Poor Law Commission) di recarsi in Irlanda e redigere un rapporto. Dopo una breve visita in Irlanda (in sei settimane viaggiò per gran parte del paese) Nicholls giunse alla conclusione che la soluzione da adottare era la medesima adottata in Inghilterra, cioè la costituzione delle workhouses, edifici destinati a ospitare i poveri, dando loro un lavoro, vitto e alloggio. Le workhouses irlandesi inizialmente non erano eccessivamente affollate, raramente raggiungevano il 40% della capacità totale. Durante la carestia esse divennero però dei luoghi iperaffollati, dove trovavano terreno fertile le malattie conseguenti alla denutrizione dei residenti.

### Aspetti demografici
Mentre nel secolo precedente l'incremento demografico era stato contenuto (si era passati dai 3 milioni di abitanti stimati all'inizio del 1700 ai 4 milioni stimati nella seconda metà dello stesso secolo), nei decenni precedenti la carestia la popolazione crebbe dell'1,6% annuo arrivando a circa 8,2 milioni di abitanti nel 1841, anno di censimento.
L'emigrazione irlandese cominciò infatti ben prima della carestia. Tra il 1815 e il 1845 lasciarono l'isola circa 1,5 milioni di persone, dirette prevalentemente verso la Gran Bretagna (circa mezzo milione) e il Nord America. La causa dell'incremento demografico fu da ascrivere alla consuetudini della popolazione rurale, la maggioranza quindi della popolazione, di sposarsi in giovane età. Un ampio numero di figli era considerato una sorta di assicurazione per il futuro, e la conseguenza fu un'ulteriore frammentazione degli appezzamenti di terreno, dovuta alla consuetudine ereditaria che prevedeva una ripartizione equa dei terreni tra i figli.
Il censimento del 1851, dopo la fine della carestia, contò 6 522 285 persone con un calo pari al 20%. Siccome le fasce di popolazione non conteggiate in precedenza erano anche le più vulnerabili, studi recenti suppongono che in realtà il calo di popolazione fu pari a una quota compresa fra il 25% e il 30%.

## La patata
La patata era giunta in Irlanda intorno al 1590. Nei successivi 80 anni la coltivazione era limitata ad alcune aree nel Munster, ma ben presto i contadini scoprirono che la coltivazione del quantitativo di patate necessarie per vivere richiedeva meno terreno rispetto ad altre colture e rendeva disponibili terreni per l'allevamento; il surplus veniva venduto permettendo dei modesti guadagni. Ciò fece sì che la coltivazione della patata aumentasse considerevolmente in tutto il paese, e nel 1750 era ormai ampiamente diffusa anche nelle altre province irlandesi. Nei primi anni del XIX secolo un terzo della popolazione, concentrata prevalentemente nel Munster e nel Connacht, contava sull'annuale raccolto di patate per sopravvivere. Quando si diffusero colture più richieste e redditizie come il lino o i cereali (il cui prezzo aumentò di conseguenza), furono introdotti nuovi tipi di patate, e in particolare il tipo Lumper, una patata a elevata produttività. Per la popolazione più povera i cereali erano divenuti troppo cari e la patata divenne ben presto l'alimento principale per gran parte della popolazione. Nel 1700 almeno un pasto quotidiano dei contadini del Connacht era a base di patate, mentre nel 1800 i pasti di patate erano due e nel 1840 erano diventati tre, per un consumo medio di circa 5–6 kg di patate al giorno per nucleo famigliare.
Da un punto di vista nutrizionale la patata, spesso accompagnata da latte o aringhe, forniva sufficienti carboidrati, proteine e sali minerali per assicurare una dieta relativamente equilibrata. Le patate però non erano conservabili per più di nove mesi, motivo per cui il mese di giugno cominciava il periodo dei cosiddetti Meal Months, i mesi di magra (ma più spesso di vera e propria fame), in attesa del raccolto di settembre.

### La peronospora della patata

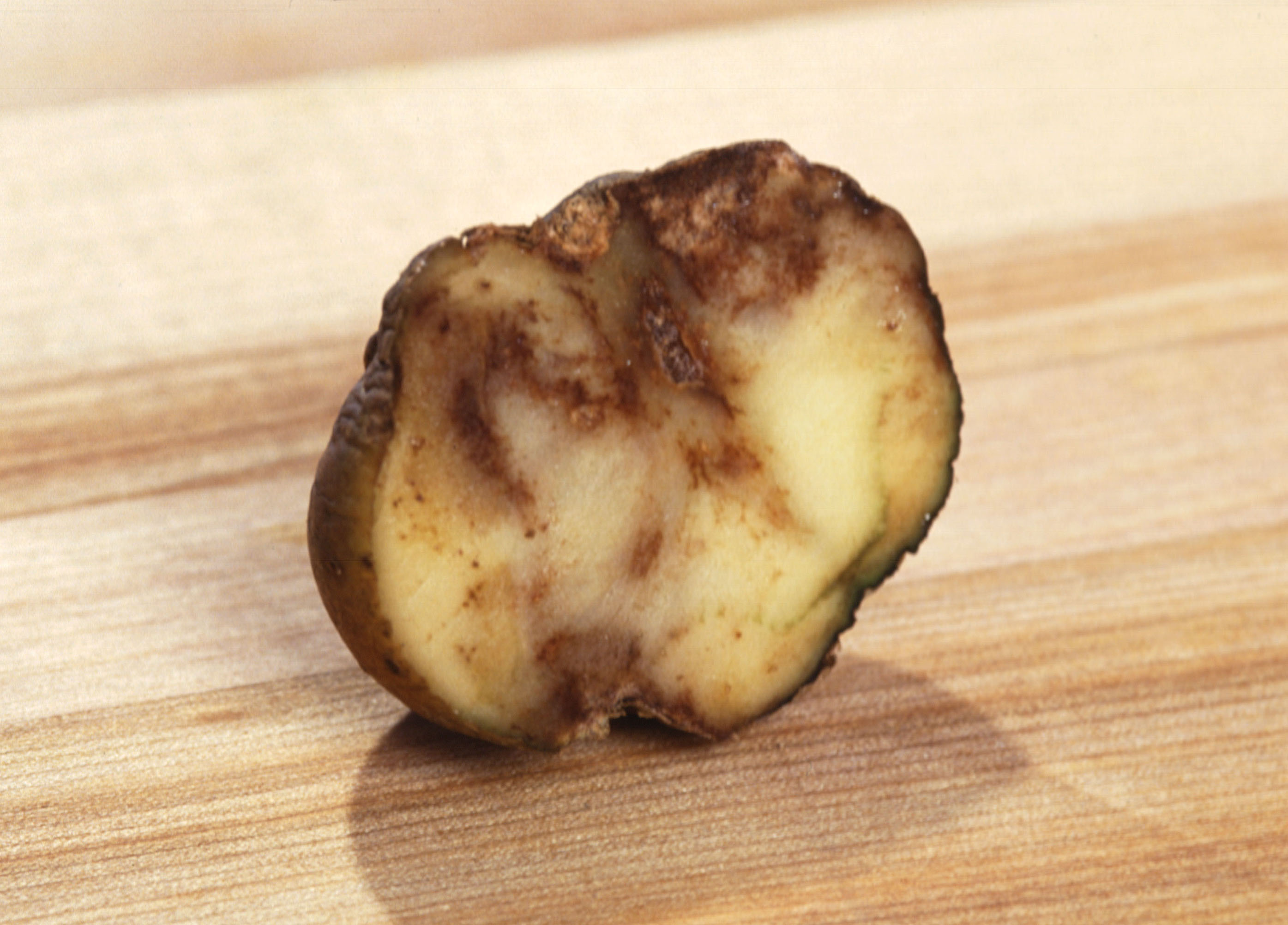
Gli effetti della peronospora

La patata Lumper, riprodotta di stagione in stagione riutilizzando parti delle stesse patate, aveva già dato avvisaglie della propria vulnerabilità a malattie trofiche dovute a organismi parassitari, proprio come la Phytophthora infestans, agente comune anche alla pianta del pomodoro e della melanzana.
L'inverno del 1816 era stato così rigido che il raccolto andò distrutto. La denutrizione che ne derivò causò la morte di migliaia di contadini. La stessa cosa avvenne nel 1820 e si ripeté più volte nei decenni successivi. Nel 1845 si diffuse all'improvviso un oomicete dal nome Phytophthora infestans che, oltre a danneggiare le foglie delle patate, riduceva i tuberi in un ammasso marcescente immangiabile. Nel 1845 andò perduto fra un terzo e la metà del raccolto, con la conseguenza di far raddoppiare il prezzo delle patate nel corso dell'inverno. Una patologia simile si era verificata nel Nord America nella stagione precedente, perciò si suppone che l'oomicete fosse arrivato via nave, colpendo per prime le zone sud-occidentali del paese e diffondendosi poi nel resto dell'isola, portato dal vento.

## La carestia
I primi danni ai raccolti di patate da parte di un'infezione sconosciuta si ebbero nel 1844 sulla costa orientale degli Stati Uniti, mentre nell'agosto del 1845 vi furono prime segnalazioni di danni al raccolto di patate sull'isola di Wight.
I primi resoconti del settembre del 1845 trasmisero un cauto ottimismo sulla diffusione del misterioso infestante che colpiva le patate. Le prime a essere colpite furono le contee di Wexford e Waterford. Una settimana dopo i primi casi vi fu un'inchiesta governativa che affermò che, se anche in alcune aree il raccolto era andato perso, l'abbondanza di patate che si prospettava per quell'anno avrebbe sopperito alla perdita. Un mese dopo, al momento della raccolta, un'altra indagine governativa rivelò che le perdite erano ben più consistenti.
Sir Robert Peel, primo ministro britannico e esponente del Partito Conservatore, nominò una commissione guidata da due scienziati, John Lindley and Lyon Playfair, per investigare il problema. I contadini avevano già accertato che la situazione peggiorava con l'aumentare dell'umidità, ma la commissione non fu in grado di spiegare le cause né di trovare un rimedio contro quello che solamente nel 1882 si scoprì essere un oomicete.
Le possibili alternative erano due: quella di fermare l'esportazione di grano dall'Irlanda, soluzione caldeggiata dalla popolazione locale ma malvista dai proprietari terrieri, quasi tutti britannici, e quella di far affluire del cibo verso l'isola, soluzione resa difficoltosa dalla politica protezionista riassunta nelle cosiddette Corn Laws, uno dei capisaldi della politica economica Tory. Peel scelse la seconda via, e perciò nel novembre del 1845 furono acquistati dagli Stati Uniti cereali per l'equivalente di oltre 100 000 sterline, allo scopo di calmierare i prezzi in Irlanda. In seguito furono istituite delle commissioni locali destinate alla distribuzione di cibo, resa difficoltosa dalla struttura geografica del paese, dalla dispersione della popolazione, dalla mancanza di infrastrutture e, non da ultimo, dalla disorganizzazione nella gestione dei cosiddetti relief committees. La mancanza di assistenza provocò sporadici tumulti e sommosse fra la popolazione, che vennero affrontati con la promulgazione dell'ennesimo Coercion Act, in pratica l'instaurazione della legge marziale.
Nella primavera del 1846 fra la popolazione più colpita dalla penuria di cibo cominciarono i primi casi di "febbri", le cosiddette fevers, temutissime dalla popolazione e che negli anni successivi divennero la principale causa di mortalità. Il termine febbri era usato per definire due diverse patologie, il tifo e la febbre ricorrente.
Nel giugno del 1846, solo in parte per ciò che stava avvenendo in Irlanda, Peel abolì le Corn Laws al fine di facilitare le importazioni dagli Stati Uniti.

## Le conseguenze

### L'emigrazione

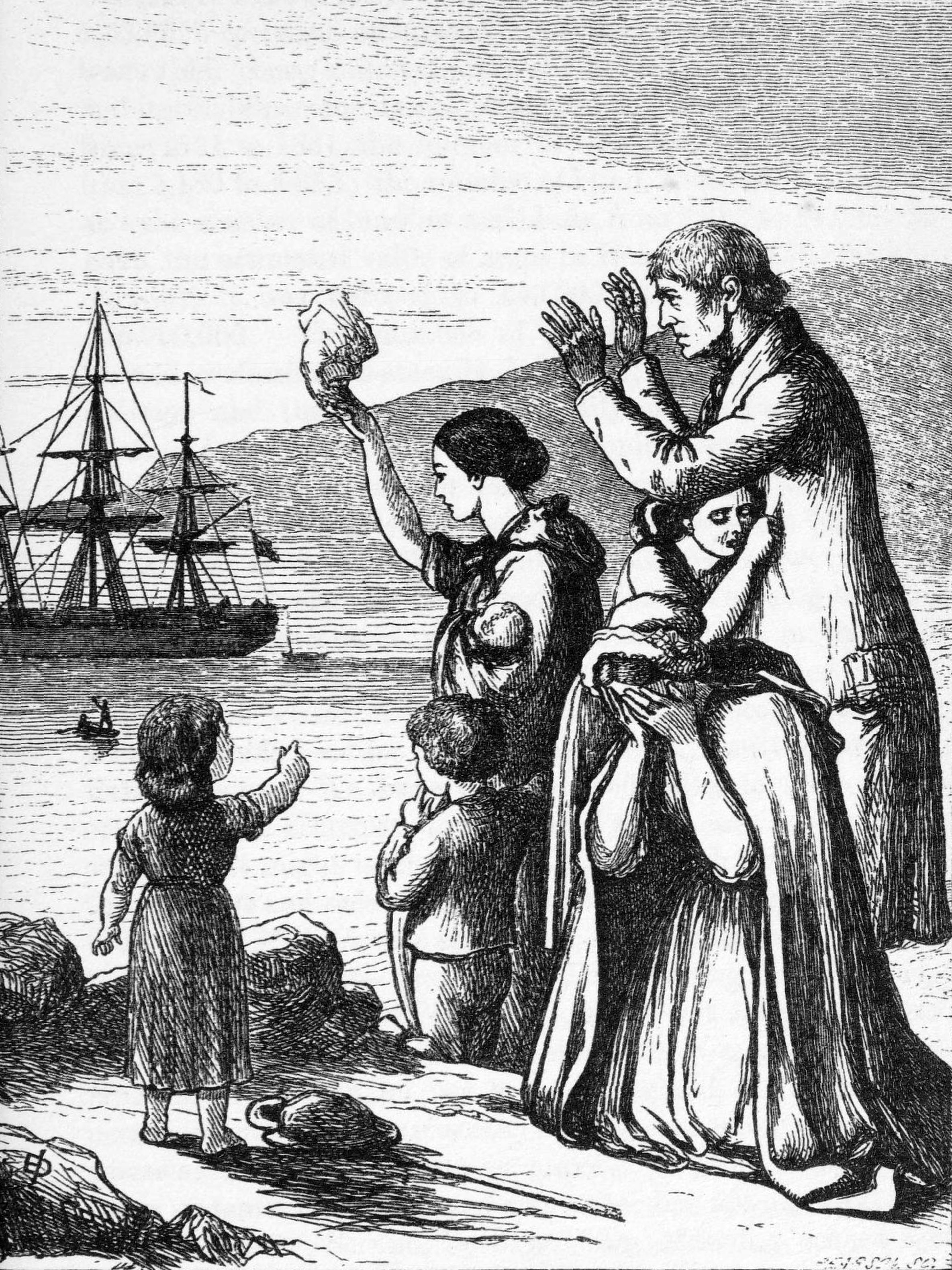
Gli emigranti lasciano l'Irlanda

L'emigrazione dall'Irlanda, fin dall'inizio del XIX secolo, rappresentò un flusso continuo anche se non numerosissimo. Nel 1845, a fronte del primo calo di produzione della patata vi fu un brusco aumento dell'emigrazione. In parte erano gli stessi proprietari terrieri a incoraggiare i loro contadini a lasciare il paese, pagando loro la traversata. La prima ondata migratoria era quindi composta da persone in discrete condizioni fisiche e di salute. A partire dal 1846 vi fu però un esodo senza precedenti. Masse enormi di persone allo stremo delle forze si riversarono su ogni possibile imbarcazione, dirette principalmente verso le colonie del Canada, in ogni porto dell'Est degli Stati Uniti e in Gran Bretagna e Galles, portando con sé le malattie derivanti dalla denutrizione e scatenando epidemie nei luoghi di destinazione. L'enorme afflusso di persone sbaragliò qualunque tentativo di istituire delle località di quarantena.
In Canada, l'isola di Grosse Isle, attrezzata con un ospedale per 200 persone, fu invasa: la prima nave giunta il 17 maggio del 1846 ospitava ben 430 casi di cosiddetta febbre (tifo), mentre a fine maggio la fila di navi in attesa di sbarcare il loro triste carico era lunga due miglia. Sull'isola sono sepolte circa 6 000 persone.

## LaGreat Famineoggi
La Grande carestia è stato uno degli eventi storici che più hanno colpito il popolo irlandese e più traumatizzato la società dell'isola. Quasi a sottolineare il contrasto con i tempi recenti, figli della Celtic Tiger che ha portato un benessere diffuso alla popolazione e un miglioramento evidente della vita, la carestia viene considerata un momento da ricordare e commemorare, oltre che per aiutare a riflettere.
Molti sono gli artisti che hanno parlato, cantato e suonato quel periodo, così come tanti lo hanno scolpito. Una delle principali canzoni che ricordano la carestia è The Fields of Athenry di Pete St. John, oggi quasi un inno non ufficiale degli irlandesi nel mondo. Ma specialmente lo sconforto della carestia emerge nelle sculture.
Varie sono le opere sparse per tutto il territorio irlandese: dal parco di St Stephen's Green al nuovo Financial Center di Dublino, fino al remoto villaggio di Murrisk, nel Mayo, dove è stato eretto un monumento nazionale.

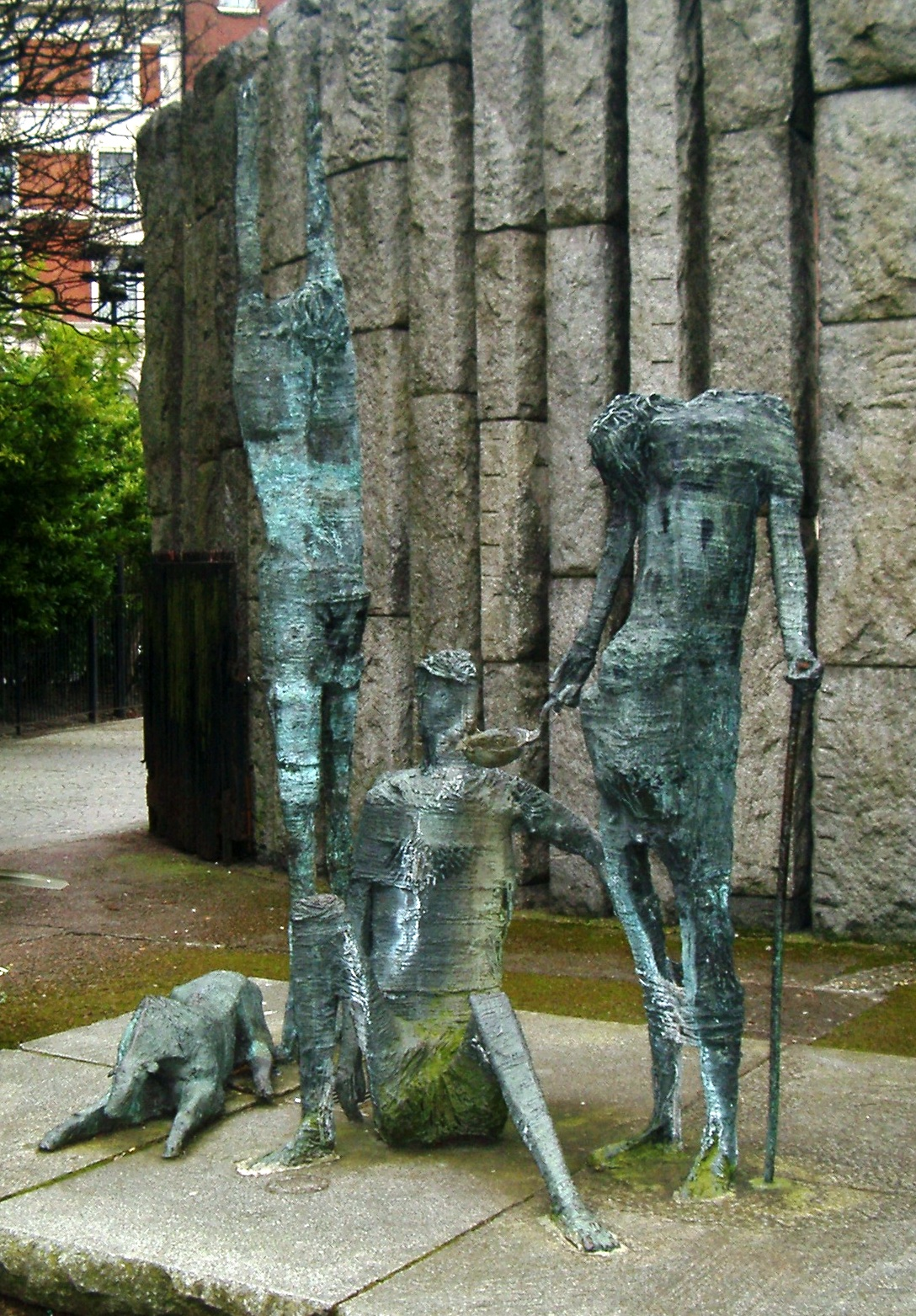
Opera di Delaneys al St Stephen's Green
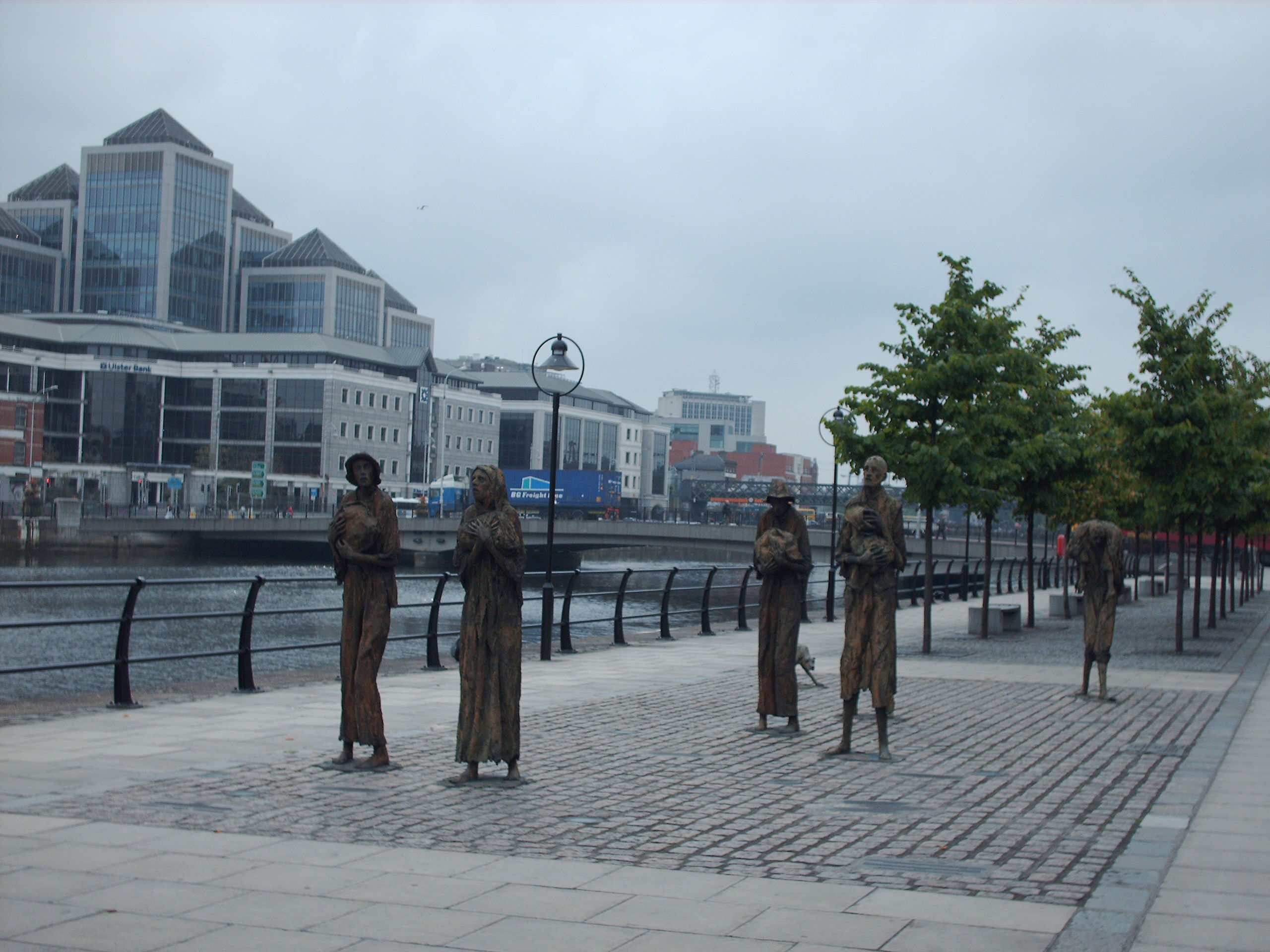
Famine Memorial a Dublino
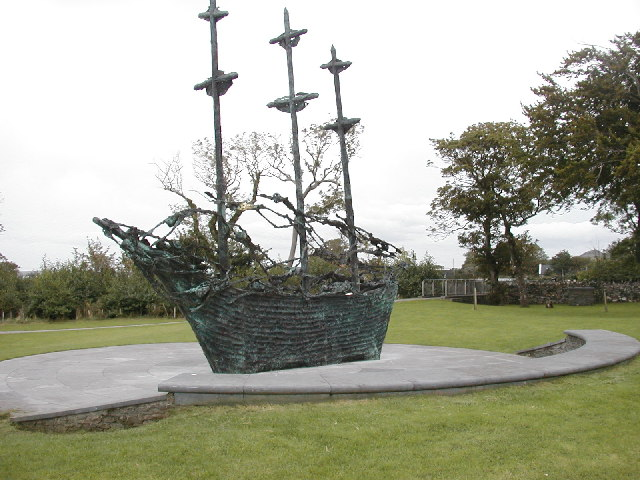
Il National Famine Memorial a Murrisk

### In lingua inglese
- Cormac O'Grada, An Economic History of Ireland.
- Robert Kee, Ireland: A History, ISBN 0-349-10678-9.
- Cecil Woodham-Smith, The Great Hunger, 1845-49 (Penguin, edizione del 1991).

### In italiano
- Carlo Cattaneo, De l'agriculture, ec. Dell'agricoltura e della condizione degli agricoltori in Irlanda, estratti dalle inchieste parlamentari, istituite dall'anno 1833 in poi. Vienna, Gerold, 1840, Il Politecnico, fasc. 37 (vol. 7, 1844, pp. 83–112).
- Carlo Cattaneo, Sui disastri dell'Irlanda negli anni 1846 e 1847, Il Politecnico, fasc. 43 (vol. 8, 1860, pp. 21–34).
- An Gorta Mór, La Grande carestia irlandese (1845-1850), scritti di Carlo Cattaneo e John Stuart Mill.